# Fata-a-iki
 (octobre 2019).
Si vous disposez d'ouvrages ou d'articles de référence ou si vous connaissez des sites web de qualité traitant du thème abordé ici, merci de compléter l'article en donnant les références utiles à sa vérifiabilité et en les liant à la section « Notes et références ».
Fata-a-iki (mort en 1896) était le septième patu-iki (roi) de Niue.

## Biographie
Fata-a-iki régna de 1887 à 1896, il était le septième patu-iki de Niue et le deuxième de confession chrétienne. Il fut couronné le 21 novembre 1888, bien qu'il ait commencé à gouverner l'année précédente à la suite du décès de son prédécesseur, Tui-toga.
L'un de ces premiers actes en tant que patu-iki, en 1887, fut d'écrire une lettre à la reine Victoria, monarque britannique, lui demandant que Niue devienne un protectorat de l'empire britannique afin d'empêcher une autre puissance coloniale de l'annexer.
La lettre ne reçu pas de réponse, Fata-a-iki réitéra sa demande en 1895 mais cela en vain.